# Gerhard Zandberg
Gerhardus (Gerhard) Zandberg (Pretoria, 23 april 1983) is een Zuid-Afrikaanse zwemmer. Hij vertegenwoordigde zijn vaderland op de Olympische Zomerspelen 2004 in Athene en de Olympische Zomerspelen 2008 in Peking.

## Carrière
Bij zijn internationale debuut, op de Gemenebestspelen 2002 in Manchester, veroverde Zandberg de bronzen medaille op de 50 meter rugslag en eindigde hij als vierde op de 100 meter rugslag. Samen met Brett Petersen, Roland Mark Schoeman en Ryk Neethling eindigde hij als vierde op de 4x100 meter wisselslag. 
Op de wereldkampioenschappen zwemmen 2003 in Barcelona sleepte de Zuid-Afrikaan de bronzen medaille in de wacht op de 50 meter rugslag, op de 100 meter rugslag strandde hij in de series. 
Tijdens de Olympische Zomerspelen van 2004 in Athene werd Zandberg uitgeschakeld in de halve finales van de 100 meter rugslag, samen met Terence Parkin, Eugene Botes en Karl Thaning strandde hij in de series van de 4x100 meter wisselslag.

### 2006-2008
Op de Gemenebestspelen 2006 in Melbourne sleepte Zandberg de bronzen medaille in de wacht op de 50 meter rugslag en eindigde hij als vijfde op de 100 meter rugslag. Samen met Roland Mark Schoeman, Lyndon Ferns en Ryk Neethling veroverde hij de gouden medaille op de 4x100 meter vrije slag, op de 4x100 meter wisselslag eindigde hij samen met Schoeman, Neethling en Karl Thaning als zesde. In Victoria nam de Zuid-Afrikaan deel aan de Pan Pacific kampioenschappen zwemmen 2006, op dit toernooi eindigde hij als zevende op de 100 meter rugslag, als veertiende op de 50 meter vrije slag en als zestiende op de 100 meter vrije slag. Samen met William Diering, Lyndon Ferns en Roland Mark Schoeman eindigde hij als vijfde op de 4x100 meter wisselslag. 
Tijdens de wereldkampioenschappen zwemmen 2007 in Melbourne veroverde Zandberg de wereldtitel op de 50 meter rugslag, op de 100 meter rugslag eindigde hij als zesde en op de 50 meter vrije slag werd hij in de halve finales uitgeschakeld. Samen met Ryk Neethling, Lyndon Ferns en Roland Mark Schoeman eindigde hij als vierde op de 4x100 meter vrije slag, op de 4x100 meter wisselslag eindigde hij samen met Cameron van der Burgh, Lyndon Ferns en Ryk Neethling opnieuw op de vierde plaats. 
Op de wereldkampioenschappen kortebaanzwemmen 2008 in Manchester sleepte de Zuid-Afrikaan de bronzen medaille in de wacht op de 50 meter vrije slag, op de 50 meter rugslag eindigde hij als vijfde en op de 50 meter schoolslag en de 100 meter wisselslag eindigde hij als zevende. Op de 100 meter rugslag strandde hij in de halve finales en op de 100 meter vrije slag in de series. Tijdens de Olympische Zomerspelen van 2008 in Peking strandde Zandberg in de halve finales van de 100 meter rugslag, op de 4x100 meter wisselslag eindigde hij samen met Cameron van der Burgh, Lyndon Ferns en Darian Townsend op de zevende plaats.

### 2009-heden
In Rome nam de Zuid-Afrikaan deel aan de wereldkampioenschappen zwemmen 2009, op dit toernooi veroverde hij de bronzen medaille op de 50 meter rugslag.
Op de wereldkampioenschappen zwemmen 2011 in Shanghai legde Zandberg, op de 50 meter rugslag, beslag op de bronzen medaille, op de 100 meter rugslag werd hij uitgeschakeld in des series.

## Internationale toernooien
| Jaar | Olympische Spelen                      | WK langebaan                                                                                     | WK kortebaan | PanPacs                                                                     | Gemenebestspelen                                                                                         |
| ---- | -------------------------------------- | ------------------------------------------------------------------------------------------------ | --- | --------------------------------------------------------------------------- | --- |
| 2002 |                                        |                                                                                                  | geen deelname | geen deelname                                                               | 50m rugslag · 4e 100m rugslag · 4x100m vrije slag · Zandberg zwom enkel de series · 4e 4x100m wisselslag |
| 2003 |                                        | 50m rugslag · 18e 100m rugslag                                                                   | |                                                                             | |
| 2004 | 13e 100m rugslag 13e 4x100m wisselslag |                                                                                                  | geen deelname |                                                                             | |
| 2005 |                                        | geen deelname                                                                                    | |                                                                             | |
| 2006 |                                        |                                                                                                  | geen deelname | 14e 50m vrije slag 16e 100m vrije slag 7e 100m rugslag 5e 4x100m wisselslag | 50m rugslag · 5e 100m rugslag · 4x100m vrije slag · 6e 4x100m wisselslag                                 |
| 2007 |                                        | 11e 50m vrije slag · 50m rugslag · 6e 100m rugslag · 4e 4x100m vrije slag · 4e 4x100m wisselslag | |                                                                             | |
| 2008 | 11e 100m rugslag 7e 4x100m wisselslag  |                                                                                                  | 50m vrije slag · 32e 100m vrije slag · 5e 50m rugslag · 10e 100m rugslag · 7e 50m schoolslag · 7e 100m wisselslag |                                                                             | |
| 2009 |                                        | 50m rugslag                                                                                      | |                                                                             | |
| 2010 |                                        |                                                                                                  | geen deelname | geen deelname                                                               | geen deelname                                                                                            |
| 2011 |                                        | 50m rugslag · 31e 100m rugslag                                                                   | |                                                                             | |

## Persoonlijke records
Bijgewerkt tot en met 20 december 2009

### Kortebaan
| Afstand         | Tijd  | Datum            | Plaats          |
| --------------- | ----- | ---------------- | --------------- |
| 50m vrije slag  | 21,20 | 20 december 2009 | Sint-Petersburg |
| 100m vrije slag | 47,78 | 13 november 2007 | Stockholm       |
| 50m rugslag     | 22,85 | 15 november 2009 | Berlijn         |
| 100m rugslag    | 51,04 | 10 november 2009 | Stockholm       |

### Langebaan
| Afstand         | Tijd  | Datum            | Plaats |
| --------------- | ----- | ---------------- | ------ |
| 50m vrije slag  | 22,18 | 24 augustus 2007 | Chiba  |
| 100m vrije slag | 49,84 | 22 augustus 2007 | Chiba  |
| 50m rugslag     | 24,34 | 2 augustus 2009  | Rome   |
| 100m rugslag    | 53,75 | 10 augustus 2008 | Peking |